# ماري برادبري
ماري (قبل الزواج بيركنز) برادبري (عمدت 3 سبتمبر 1615 - 20 ديسمبر 1700) حوكمت وأدينت وحكم عليها بالإعدام شنقاً في محاكمات السحر في سالم بولاية ماساتشوستس في 1692، إلا أنها تمكنت من الإفلات من العقوبة حتى تم التشكيك في أمر المحاكمات وتوفيت في 1700، بعمر 85.

## النشأة
كانت ماري بيركنز ابنة جون وجوديث (قبل الزواج غاتير) بيركنز، عمدت في 1615، في وارويكشاير، إنجلترا. هاجرت عائلتها إلى أمريكا عام 1631، وأبحروا من «ليون» من برستل. في 1636 تزوجت توماس برادبري من سالزبوري، ماساتشوستس، يعتبر واحدا من مواطنيها الأكثر تميزا، وكيل أراضي لعمه العظيم فرديناندو جورجيس وابن إليزابيث وايتغيفت، الذي هو عم جون وايتغيفتكان رئيسأساقفة كانتربري تحت اليزابيث وجيمس الأول.

## محاكمات السحر
في محاكمات السحر سيئة السمعة في عام 1692، وجهت لماري برادبري (من بين التهم أخرى): «ممارسة فنون مقيتة وشريرة وخبيثة وإجرامية تسمى بالسحر والشعوذة تستخدم وتمارس في بلدة أنديفور في مقاطعة إسكس ضد تيموثي سوان من أنديفور في مقاطعة الفلاح المذكورة»
شهادة الشهود تذكر أنها تحولت إلى أشكال الحيوانات. وقيل أن التحول الأكثر غرابة تحولها إلى الخنزير الأزرق. وكان هناك إدعاء آخر بأنها تلقي نوبات على السفن. وأكثر من مائة من جيرانها وسكان المدينة شهدوا نيابة عنها، ولكن دون جدوى وأدينت بممارسة السحر وحكم عليها بالإعدام. من خلال الجهود المستمرة من صديقاتها، تأخر إعدامها. بعد أن مرت كارثة السحر، أطلق سراحها. حسب بعض التقارير التي سمحت لها بالهروب. ويدعي آخرون أنها رشت السجان. وأدعى البعض الآخر أن زوجها رشى السجان وأخذها بعيدا إلى ماين في عربة حصان. عادوا إلى ماساتشوستس بعد هستيريا السحر قد هدأت. توفيت ماري برادبري لأسباب طبيعية في سريرها الخاص في عام 1700، في عمر 85.
كان لها صديق للعائلة، ولها ابن في القانون الرائد روبرت بايك، الذي كان في قيادة كل القوات من مقاطعة نورفولك، مستعمرة خليج ماساتشوستس والتي تقع في الوقت الحاضر في ولاية ماين.

## بعد الوفاة
في 1711، فوض المحافظ ومجلس ماساتشوستس دفع 578.12s £ إلى المطالبين يمثلون ثلاثة وعشرين محكوم في سالم، وحصل ورثة ماري برادبري على 20 £. عريضة لعكس بمصادرة من اثنين وعشرين من واحد وثلاثين مواطن أدين وحكم نتيجة أصدار عن محكمة ماساتشوستس العام في 1711، وفي عام 1957 عكس كومنولث ماساشوستس وصمة العار التي وضعت على كل من أولئك الذين لم يشملوا بالأوامر السابقة.

## الأحفاد
كان لماري بيركنز برادبري وتوماس برادبري أحد عشر طفلا:
1. وايموند برادبري (1637-1669)، وهو متزوج سارة بايك، ابنة اللواء روبرت بايك
2. جوديث برادبري (1638-1700)، تزوج كالب مودي
3. توماس برادبري (1640-1718)
4. ماري برادبري (1642-1724)، تزوج جون ستاينيان
5. جين برادبري (1645-1729)، وهي متزوجة من هنري ويلرايت
6. جايكوب برادبري (1647-1669، بربادوس)
7. وليام برادبري (1649-1678)، وهو متزوج من ريبيكا ويلرايت
8. اليزابيث برادبري (1651-غير معروف)، تزوجت القس جون بوس
9. جون برادبري (1654-1678)
10. آن برادبري (1656-1659)
11. جابيز برادبري (1658-1677)

ويشمل أحفادها:
- راي برادبري، كاتب خيال أمريكي، خيال علمي ورعب وغموض.[3]
- برادبري روبنسون (1752-1801)، وهو ابن ابن الحفيد، حارب الوطنيين في معركة كونكورد (1775)، وشهد أن البريطانيين أطلقت النار أولا.[4][5]
- برادبري روبنسون (1884-1949)، ألقى أول تمريرة قانونية إلى الأمام في كرة القدم الاميركية.
- رالف والدو إمرسون، المتعاليه، وهو حفيد الجيل الرابع لماري برادبري، سليل من خلال ابنتها جوديث.

كانت ماري الشقيقه الصغرى لجيكوب بيركنز سلف من همفري بوجارت، كالفين كوليدج وماري أسبينويل، الجدة الأبوية لفرانكلين ديلانو روزفلت. جون بيركنز أخ آخر لماري، وكان سلف ميلارد فيلمور وإنديكوت بيبودي.

## المزيد من القراءة
- أبهام، تشارلز دبليو (1969) [1867]. السحر في سالم: مع حساب قرية سالم وتاريخ من الآراء حول السحر والموضوعات المشابهة. نيويورك: فريدريك اونجار شركة النشر ص 208، 224-38، 324، 480. LCCN 59-10887. تم الاسترجاع 24 أغسطس 2013.